# Lobaye (affluent de la Lomami)
Pour les articles homonymes, voir Lobaye.
La Lobaye (aussi écrit Lobaie) est une rivière du bassin du fleuve Congo, dans le district de la Tshopo en république démocratique du Congo, et un affluent de la Lomami.